# Марі Лор
Марі Лор (англ. Marie Lohr; 28 липня 1890, Сідней — 21 січня 1975, Брайтон) — австралійсько-британська акторка театру і кіно.

## Біографія
Марі Лор народилася в Сіднеї, в Новому Південному Уельсі, у родині директора мельбурнського будинку опери, Льюїса Джея Лора і його дружини, англійської актриси Кейт Бішоп (1848—1923). Її дядько по материнській лінії, Альфред Бішоп, а також хресні Вільям і Медж Кендал, — також були акторами.

### Кар'єра
Дебютувала у театрі Сіднея у чотирьохрічному віці, у постановці «The World Against Her». Її дебют у Лондоні відбувся в 11-річному віці (після того, як вона разом зі своєю сім'єю переїхала до Великої Британії), в постановках «Стьопка-Растрьопка» і «The Man Who Stole the Castle». Пізня кар'єра в театрі включала в себе появу в 1929 році в лондонській постановці «Beau Geste», разом з Лоренсом Олів'є, який пізніше одружився з Вів'єн Лі, і у виставі 1930 року «The Bread-Winner».
Перша поява Марі в кіно відбувся в 1932 році у фільмі «Aren't we All?». Знялася у двох адаптації творів Бернарда Шоу. Померла в 1975 році у 84-річному віці. Похована на Бромптонському кладовищі, на Заході Лондона.

## Фільмографія
- Катерина Велика (1968), Вдова Леді Горс[8]
- The Plane Makers (1964), Джеральдін Петтіфур — 1 епізод
- Carlton-Browne of the F.O. (1959), Леді Карлтон-Браун
- The Last Chronicle of Barset (1959), Леді Лафтон — два епізоди
- Small Hotel (1957), Місіс Самсон-Фокс
- Seven Waves Away (1957), Дороті Кнудсон
- A Town Like Alice (1956), Місіс Дадлі Фрост
- On Such a Night (1956), Леді Фальнкольнбрідж
- Out of the Clouds (1955), Багата жінка
- Escapade (1955), Стелла Хампден-старша
- Always a Bride (1953), Вдова
- Little Big Shot (1952), Місіс Меддокс
- Silent Dust (1949), Леді Клендон
- The Winslow Boy (1948), Грейс Вінслоу
- 1948 — Анна Кареніна — Княгиня Щербацька
- Counterblast (1948), Місіс Коул
- The Ghosts of Berkeley Square (1947), Лотті
- The Magic Bow (1946), Контресс де Вермонт
- The Rake’s Progress (1945), Леді Паркс
- Twilight Hour (1945), Леді Четвуд
- Kiss the Bride Goodbye (1945), Емма Блад
- Went the Day Well? (1942), Місіс Фрейзер
- Major Barbara (1941), Леді Брітомарт
- George and Margaret (1940), Еліс
- A Gentleman's Gentleman (1939), Місіс Хендсайд-Лейн
- 1938 — Пігмаліон — Місіс Хіггінс
- South Riding (1938), Місіс Беддоус
- Dreams Come True (1936), Хелен вон Волднау
- Whom the Gods Love: The Original Story of Mozart and His Wife (1936), Імператриця
- It's You I Want (1936), Констанція Гілберт
- Reasonable Doubt (1936), в титрах не указана
- Cock o' the North (1935), Mary Barton
- Royal Cavalcade (1935), Мама
- Foreign Affaires (1935), Місіс Коуп
- Lady in Danger (1935), Леді Броклі
- Oh, Daddy! (1935), Леді Пай
- My Heart is Calling (1935), Працівниця весільного салону
- Fighting Stock (1935), Місіс Барбара Ріверс
- Mon Coeur t'Appelle (1934), Модіста — в англійській версії: My Heart is Calling You
- Road House (1934), Лелі Хамбл
- Aren't We All? (1932), Ледв Фрінтон
- Victory and Peace (1918), Барбара Лоурі
- The Real Thing at Last (1916), Жертва вбивства